# Rompecabezas 3D

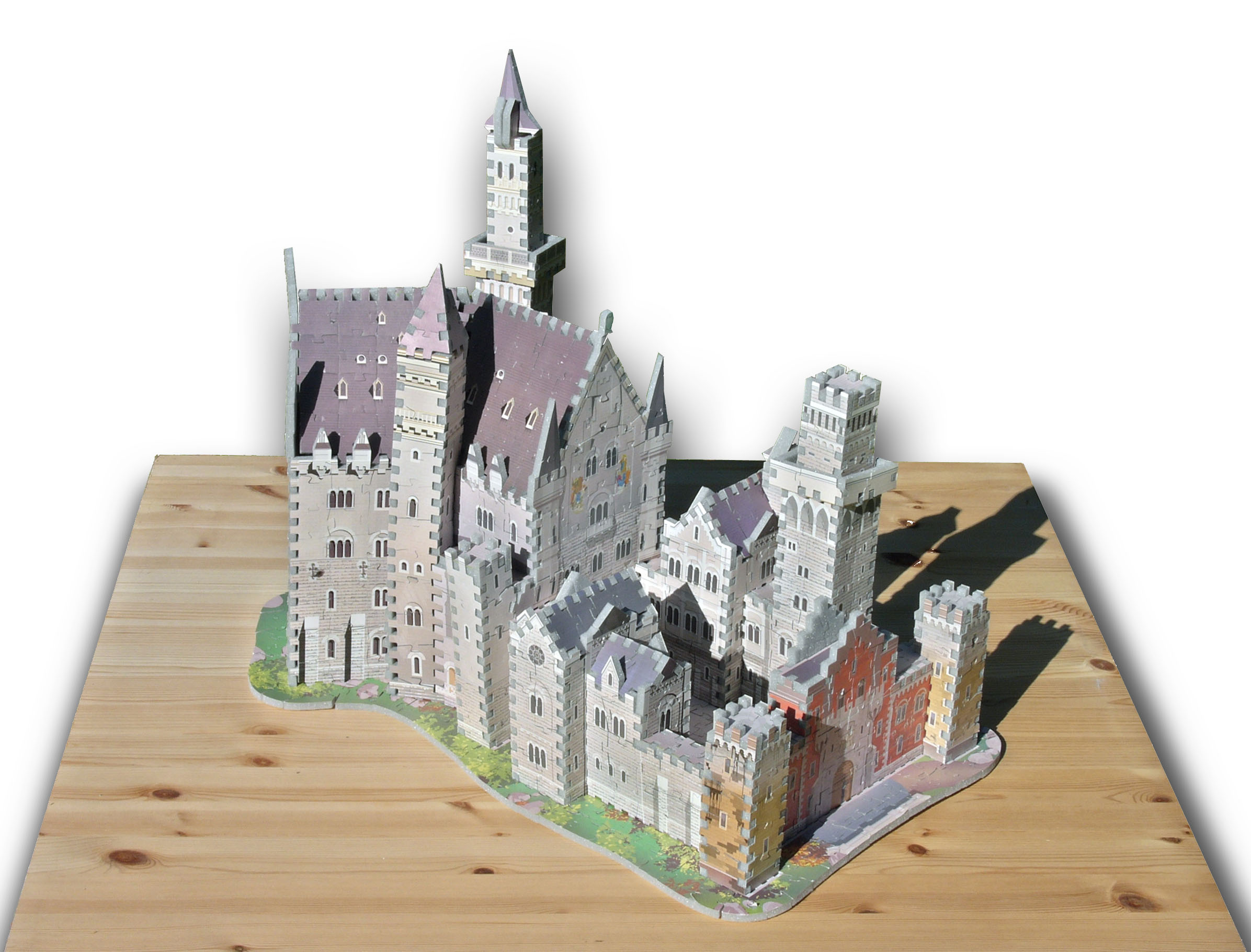
Rompecabezas 3D. Modelo de 1.000 piezas del Castillo de Neuschwanstein.

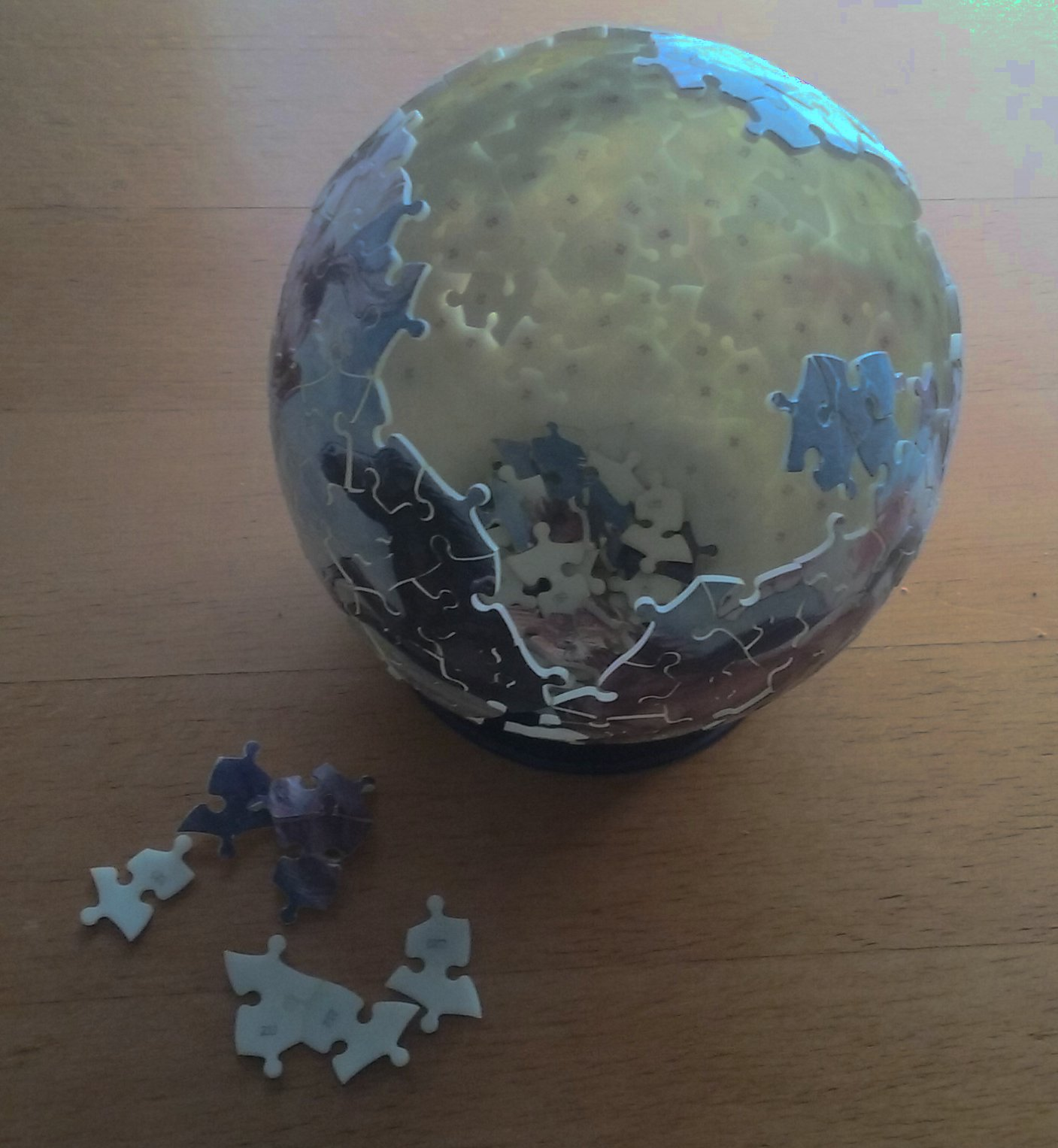
Rompecabezas 3-D esférico

Un Rompecabezas 3D se distingue de los rompecabezas tradicionales en que está compuesto por una serie de piezas que al ser unidas correctamente forman un modelo tridimensional, normalmente hueco. 
Las piezas de estos rompecabezas tienen en una de sus caras un fragmento adherido de la imagen del  motivo representado (la fachada de un edificio, un mapa o la superficie de cualquier otro objeto). Cuando las piezas son correctamente ensambladas, forman  una estructura estable. Pueden ser de dos tipos:
- Los modelos de caras planas suelen estar moldeados en espuma plástica, dotadas de una cierta flexibilidad. Presentan un cierto grosor (entre 2 y 4 mm) para asegurar que las piezas se traben entre sí con la suficiente solidez.
- Los modelos esféricos en cambio suelen estar moldeados en plástico rígido, su grosor es más reducido (del orden de 1 mm), y la estabilidad de las piezas se confía a su perfecto encaje.

Los primeros modelos lanzados al mercado representaban volúmenes de caras planas, pero también hay modelos que representan superficies curvadas, especialmente esféricas.

## Historia
Los rompecabezas 3D modernos fueron inventados por Paul Gallant en 1991, cuando trabajaba en la compañía canadiense Wrebbit con sede en Quebec. Durante la década de 1990, la comercialización de los rompecabezas tridimensionales llevaron a un rápido crecimiento de la compañía. El nombre de la marca creada por Wrebbit,  Puzz-3D se convirtió en sinónimo de rompecabezas tridimensional en el mundo anglosajón. 
En el año 2005, la multinacional juguetera Hasbro adquirió la compañía Wrebbit, y en 2006 trasladó la fabricación de   los rompecabezas 3D a su factoría de East Longmeadow (Massachusetts).
La última serie de puzles 3D de Hasbro se denominó "Towers Made to Scale" (Rascacielos Hechos a Escala). La serie constaba de 13 rascacielos de todo el mundo, incluyendo entre otros las Torres Petronas, la Torre Sears, y el Empire State Building. Todas las estructuras se modelizaron a escala 1:585, y aparecían con iluminación nocturna.
En 2006 se finalizó la producción de la marca Puzz 3D, pero en 2011, la compañía Winning Solutions, Inc. revitalizó su comercialización, lanzando al mercado modelos de la Torre Eiffel y del Empire State Building, así como del Anif Palace en 2012. En 2014, Hasbro recuperó algunos de los antiguos modelos de Puzz 3D producidos tiempo atrás en China en las mismas cajas. Wrebbit3D, una compañía independiente fundada por antiguos trabajadores de Wrebbit, fabrica nuevos productos junto con algunos de sus antiguos modelos.

## Beneficios
Resolver puzzles 3D no solo es divertido, sino que también ofrece beneficios cognitivos: estimula el pensamiento espacial, mejora la concentración y la atención al detalle, y fomenta la resolución de problemas. Los puzzles 3D también son una excelente manera de relajarse y desconectar del estrés diario.

## Principales fabricantes

### Wrebbit / Hasbro
Rompecabezas 3D: Típicamente, las estructuras representadas eran monumentos famosos, incluyendo la Casa Blanca, el Big Ben, la Torre CN o el castillo de Neuschwanstein. Puzz 3D también comercializó motivos de ciencia ficción, como el Halcón Milenario (la nave de la Guerra de las Galaxias), y estructuras de leyenda como el castillo del rey Arturo en Camelot. También ha producido coches clásicos, como el Ford Thunderbird de 1956. Así mismo, se lanzó un rompecabezas de la Ciudad de Nueva York que incluye el área alrededor del World Trade Center y el Empire State Building. Este rompecabezas de Nueva York es anterior a los atentados del 11 de septiembre de 2001, por lo que incluye las Torres Gemelas. Es el rompecabezas 3D de Hasbro más grande, con 3141 piezas.
Juegos para ordenador: Existen juegos Puzz 3D para ordenador. Los usuarios  construyen el rompecabezas, una versión digital de un rompecabezas 3D  existente, marcando y arrastrando las piezas con el ratón. Cuando se ha completado, se debe resolver un misterio de ficción escenificado en el modelo tridimensional. Se modelizaron cuatro monumentos: el Castillo de Neuschwanstein, la Catedral de Notre Dame, el Expreso de Oriente, y una Mansión Victoriana. Un quinto juego estaba ambientado en una casa de campo inglesa, Lamplight Manor.

### Ravensburger
Ya en 2004, Ravensburger lanzó al mercado modelos de rompecabezas en los que las piezas se ensamblan formando una esfera. En 2009, se añadieron los rompecabezas de forma piramidal. Ambos tipos de rompecabezas 3D están registrados por la empresa. En el año 2010 se lanzaron al mercado modelos de puzles esféricos para niños en edad preescolar: formados por 24 piezas de gran tamaño, son muy fáciles de montar.
Desde el año 2011, Ravensburger ha retomado la producción de rompecabezas 3D representando edificios de fama mundial.

### Cubicfun
Con una presencia global en más de 80 países, Cubicfun Toy Industrial Co., se ha consolidado durante 20 años como uno de los fabricantes de Puzzle 3D más grande del mundo. Con sede en China, donde cuenta con una fábrica autónoma para desarrollar más de 500 modelos diferentes, ha distribuido más de 15 series o colecciones, entre las que destacan los Puzzles 3D con iluminación led, casas de muñecas y veleros.